# Simplício Mendes
Simplício Mendes là một đô thị thuộc bang Piauí, Brasil. Đô thị này có diện tích 1398,952 km², dân số năm 2007 là 11459 người, mật độ 8,19 người/km².